# Camilla Horn
Camilla Martha Horn (ur. 25 kwietnia 1903 we Frankfurcie nad Menem, zm. 14 sierpnia 1996 w Gilching) – niemiecka tancerka i gwiazda filmów niemych oraz dźwiękowych. Zagrała w wielu filmach w Hollywood w latach 20. XX wieku.

## Biografia
Była córką urzędnika państwowego, pracowała jako krawcowa w Erfurcie. W 1925 roku wraz z Marleną Dietrich została statystką w niemieckim filmie „Pani nie chce dzieci”. Dokonała wielkiego przełomu w 1926 roku, kiedy zastąpiła Lillian Gish w roli „Małgorzaty” w filmie Faust w reżyserii FW Murnau.
W 1928 roku wyjechała do Hollywood, gdzie zagrała u boku Johna Barrymore’a w filmach Burza i Eternal Love. Gdy wróciła do Europy w latach 30. XX wieku odmówiła współpracy z nazistami i była ścigana za przestępstwa finansowe. Podczas wojny odgrywała pomniejsze role, głównie we włoskich produkcjach. Po wojnie brytyjski trybunał w Delmenhorst skazał ją za drobne przestępstwa (w tym podróżowanie bez pozwolenia). Spędziła trzy miesiące w więzieniu dla kobiet w Vechta.
Od 1930 r. aż do przejścia na emeryturę w 1953 r. była jedną z ulubionych aktorek w filmach niemieckich, brytyjskich oraz włoskich. Pod koniec życia, w 1987 roku, została zaproszona do filmu Schloß Königswald. Na starość przeoprowadziła się do Herrsching, a zmarła w Gilching niedaleko Starnberg, gdzie mieszkała przez ostatni rok swojego życia.
Między kwietniem 1972 a lutym 1973 Bruce Springsteen napisał o niej piosenkę, nie ujawniając wówczas swojego nazwiska. Ta wciąż niewydana piosenka pojawiła się w latach 90. na bootlegu „Early Years”.